# Aulnay-sur-Marne
Aulnay-sur-Marne település Franciaországban, Marne megyében. Lakosainak száma 276 fő (2022. január 1.). Aulnay-sur-Marne Aigny, Champigneul-Champagne, Jâlons, Juvigny, Matougues és Vraux községekkel határos.

## Népesség
A település népességének változása:
| Lakosok száma | 183  | 197  | 230  | 225  | 241  | 248  | 259  | 266  | 269  | 276  |
|               | 1968 | 1982 | 1990 | 2006 | 2013 | 2015 | 2017 | 2019 | 2020 | 2022 |